# Russula albospissa
Russula albospissa är en svampart som beskrevs av Buyck 1989. Russula albospissa ingår i släktet kremlor och familjen kremlor och riskor.   Inga underarter finns listade i Catalogue of Life.